# Ramón Rafanelli
Ramón Roque Rafanelli  (Margarita, 5 de março de 1921 — Niterói, 6 de julho de 2001) foi um jogador argentino de futebol que atuava como zagueiro.
Embora a grafia Rafagnelli seja bastante difundida no Brasil, enquanto na Argentina é comum referir-se a ele como Rafagnello, a escrita correta de seu sobrenome é Rafanelli, conforme o próprio jogador esclarecia.

## Carreira
Nascido no interior da província argentina de Santa Fé, começou em um dos principais clubes da capital Santa Fé, o Unión. A equipe dominava sua liga municipal ao longo da década de 1930 e terminou aceita para disputar o campeonato argentino, que ainda não permitia clubes de fora da Grande Buenos Aires e La Plata até 1939 - ano da entrada de Rosario Central e Newell's Old Boys. Rafanelli foi titular na partida histórica de estreia do Unión na liga argentina, ainda pela segunda divisão, em 1940, contra o Estudiantes de Buenos Aires.
Em 1943, o Unión lutou seriamente pela conquista da segunda divisão - foi vice-campeão, abaixo do Vélez Sarsfield - e, ainda na pré-temporada, soube derrotar por 3-2 o célebre elenco do River Plate apelidado de La Máquina, em amistoso. Estes desempenhos despertaram o interesse do próprio River na contratação de Rafanelli, mas prevaleceu acordo verbal já feito com a diretoria santafesina com o Vasco da Gama, a partir do interesse manifesto de seu treinador, o uruguaio Ondino Viera.
Rafanelli foi elogiado desde o início, embora precisasse aguardar dois anos para um primeiro título no Campeonato Carioca, onde o Vasco encerrou jejum de nove anos tendo no argentino e em Ademir de Menezes os principais destaques. "Rafa" era considerado o principal zagueiro do Rio de Janeiro, mas começou a perder espaço justamente a partir do título no Campeonato Sul-Americano de Campeões. O treinador Flávio Costa temia um nervosismo do zagueiro contra os famosos compatriotas do River e optou por tira-lo dos titulares no jogo do título, tornando estremecidas as relações de Rafanelli com o técnico e diretoria.
O argentino rumou a um forte time montado pelo Bangu, conseguindo dois pódios com os alvirrubros no estadual, em 1950 (terceiro lugar) e 1951 (vice-campeão), ano em que também destacou-se em excursão europeia em combinado com o São Paulo. O estadual de 1951 terminou no início do ano de 1952 e Rafanelli acabou lesionando-se seriamente no primeiro jogo-desempate com o Fluminense. Retomou a carreira a tempo de ser contemplado com o Prêmio Belfort Duarte, mas sem ter o mesmo nível de antes, encerrando a carreira após uma passagem rápida e decepcionante pelo Palmeiras do mesmo Ondino Viera no primeiro semestre de 1953. O zagueiro radicou-se no Rio de Janeiro e foi um dos últimos remanescente do "Expresso da Vitória" vascaíno a falecer, em 2001.

## Títulos
Unión de Santa Fé
- Campeonato Santafesina: 1939

Vasco da Gama
- Campeonato Sul-Americano de Clubes Campeões: 1948
- Campeonato Carioca: 1945 e 1947
- Taça Centenários de Portugal: 1947
- Torneio Municipal de Futebol do Rio de Janeiro: 1944, 1945, 1946 e 1947
- Torneio Relâmpago: 1944 e 1946
- Torneio Início do Rio de Janeiro: 1944,1945 e 1948
- Torneio Gérson dos Santos Coelho: 1948

Bangu
- Torneio Início do Rio de Janeiro: 1950
- Torneio Início do Rio-São Paulo de 1951 [2]
- Taça Euvaldo Lodi: 1950
- Taça Dr. Guilherme da Silveira Filho: 1953

Palmeiras
- Troféu Centenário de Barretos: 1954

## Marca Histórica
- O jogador estrangeiro na história do Club de Regatas Vasco da Gama com mais títulos conquistados pelo clube.[3]